# Jordana Fain
Jordana Fain o Yordana Fain (Buenos Aires, Argentina, 1917 - ibídem, 8 de julio de 1967) fue una actriz cinematográfica y directora teatral argentina.

## Carrera
Fain fue una primera actriz de la escena nacional que siendo excepcionalmente teatral, incursionó  en el cine junto a grandes estrellas como Elsa Daniel, Lautaro Murúa, Guillermo Battaglia, Bárbara Mujica, Miguel Bebán, Rosita Quintana, Lydia Lamaison, María Vaner, Orestes Caviglia, Maurice Jouvet, entre otros.
Su padre fue maestro en escuelas judías y, posteriormente, funcionario en una institución comunitaria. Inició su obra literaria con la publicación de relatos para niños en Di Idishe. Egresó del Conservatorio Nacional de Arte Escénico donde estudió  con el maestro Cunill Cabanellas.

## Filmografía
- 1957: La casa del ángel
- 1964: El octavo infierno, cárcel de mujeres[3]

## Televisión
En la pantalla chica hizo la serie Mujeres en presidio en 1967, protagonizada entre otros por María Aurelia Bisutti, Jorge Mistral y Susana Freyre,

## Teatro
Incursionó  extensamente en el teatro judío argentino. Comenzó muy joven su carrera debutando con la obra Una colonia nueva. Luego trabajo al lado de la actriz Paulina Singerman.
Participó de la obra Macbeth y en 1953 protagonizó en el Teatro IFT , la obra Madre Coraje, dirigida por Alberto D'Aversa y hablado en iddish.
En 1966 hizo la obra, Los hermanos Esquenashi, estrenada en el Teatro Odeón. En el elenco estaban el artista isarelí Joseph Buloff, Anita Lang, Cipe Lincovsky, Memé Vigo, Gerardo Vera y Luba Kadison.
También actuó junto a Francisco Petrone en Viaje de un largo día hacia la noche. La última pieza que interpretó fue La investigación.
Participó  en la obra Noche de luna, de Julio Sánchez Gardel, con Nicanora Lucía Hernández, Tita Mendíaz, Nathan Pinzón, Hugo Vallejos y Tortora.
Otros de los populares espectáculos en las que actuó están El niño de Carrascal, Las tres hermanas, Maniquí,  Terroneros y miserias y Domingo Faustino Sarmiento
Como directora propuso obras como El caballito azul, Crisol, Los marqueses desembarquesados, Pluft, el fantasmita, y Caperucita roja. En 1956 fue directora artística del IFT.

## Premios
Fain ganó una medalla de oro por una actuación en La Peña con la obra La vida del hombre, lugar en el que actuaban los alumnos de Milagros de la Vega y Carlos Perelli, y que era frecuentado por personalidades del ambiente literario como Alfonsina Storni y Roberto Arlt.